# 大塚徹 (詩人)

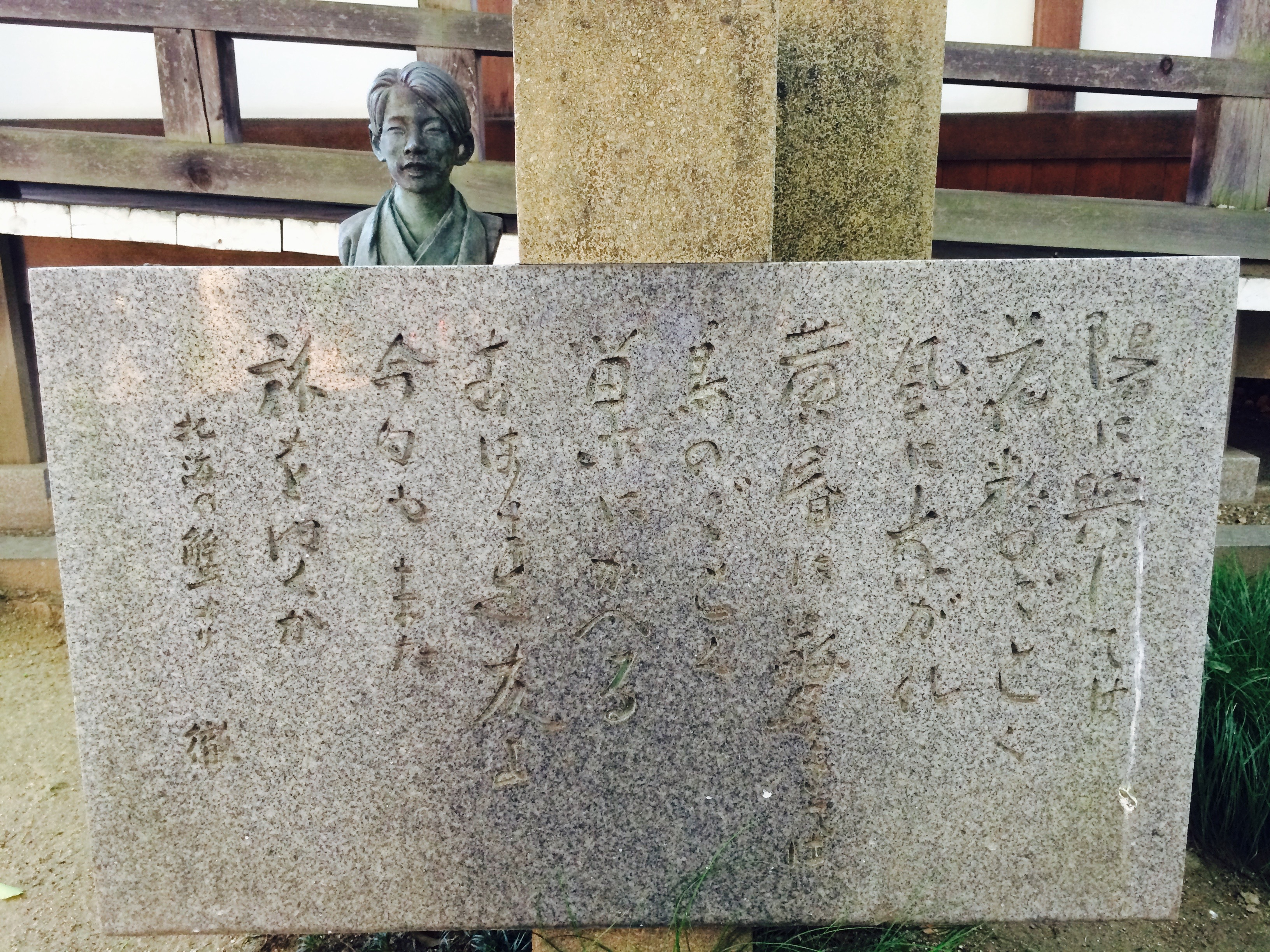
播磨国総社にある『北海の蟹』歌碑

大塚 徹（おおつか とおる、1908年（明治41年）12月8日 - 1976年（昭和51年）12月2日）は、日本の詩人。
脊椎カリエスを患いながらも、叙情詩の発表を続け、播磨地域を中心とする多くの文学人に影響を与えた。また、ハーモニカ演奏や民謡、歌謡、学校歌の作詞等に多芸に活躍した。

## 経歴

### 怪我の挫折から文学青年へ
兵庫県姫路市堺町で質屋を営む大塚捨次の三男として生まれる。母・まさは芸に秀で、若い頃の桂米朝、坂東大蔵らが出入りしていた。長兄が出奔し、次兄が早逝したため、時計古物商を営んで父母を養ったという。
旧制姫路中学3年在学時、飾磨港で水泳中に飛び込みをし、脊髄を損傷、3年間闘病する。その後脊髄カリエスも患い、一生疼痛と闘うこととなる。全身不随で姫路赤十字病院に入院中に、母まさより機能回復訓練代わりにハーモニカを与えられ、熟達しのちにミニハーモニカバンドなども結成した。また次兄信雄より与えられた啄木詩集が、文学の道を志すきっかけとなる。
1928年（昭和3年）、松本重雄、竹内武雄ら姫路中学の同窓と、回覧雑誌『椿』を創刊し、文芸活動の道に入る。のちに木坂俊平も合流し、彼のすすめで東京の投稿誌『現代文芸』に詩などを投稿するとともに、現代文芸姫路支部を結成した。

### 中央文壇での評価
翌1929年（昭和4年）、全国詩誌『愛誦』に投書を始め、6月号で西条八十により『北海の蟹』が特選となる。続いて翌年にも八十より引き継いで選者となった生田春月によって、2月号『いたつきの秋』4月号『生樹を焚く』が相次いで特選とされ、春月により愛誦の寄稿家に推薦される。翌1931年（昭和6年）には愛誦への寄稿を開始し、同時に地方同人誌に多くの作品を発表し、同年の『現代文芸・第2回全国投稿家五秀才』の1位にも選出された。
その後も、1934年（昭和9年）横山青娥主宰の全国詩誌『昭和詩人』、1937年（昭和12年）吉川則比古の発行する全国詩誌『日本詩壇』等へ参加し、戦前戦後にかけて詩作を発表し続けた。

### 地元播州・兵庫での活動
地元播磨でも活発な活動を続けており、1929年には『椿』を解散し、木坂俊平と民謡誌『獏（第一次）』を創刊するものの、1年で解消、翌年に竹内武雄の『黒点』と合流し、播磨芸術家協会を結成、雑誌『風と雑草』を創刊する。翌1931年には同窓後輩の小林武雄が神戸にて『土偶と詩人』を発行するにあたり、「寒飢の冬が来るぞ」を寄稿。新興文学、プロレタリア文学が盛んになる中、叙情詩人であった徹も少なからず影響を受けることとなった。
1933年（昭和8年）長女冴子を疫痢で亡くしたことを受け、「死なす」を『神戸詩人・昭和詞章選集』に発表。翌年、光本兼一発行の『神戸詩人（第一次）』に参加するが、光本の急逝により神戸詩人協会は解散。翌1935年（昭和10年）、季刊『ばく（第二次）』を創刊するも、4号で廃刊、新たに姫路詩人倶楽部を作り『ヴァリェテ』を発行した。1937年には松本重雄、八木好美などと共に姫路詩人倶楽部を脱退、小林武雄の『神戸詩人（第二次）』に合流した。

### 政治犯としての受難
1931年9月1日、モップル（赤色救援会）の壊滅を狙った特高警察の「八・二六弾圧」に連座し、松本重雄、竹内武男、椎名麟三らとともに検挙される。勾留3ヶ月に及ぶも、不起訴となった。この際、先述の雑誌『風と雑草』は押収されて失われ、幻の書となっている。
1937年の神戸詩人事件では、小林武雄の『神戸詩人（第二次）』関係者が大量検挙されたが、徹は参考人としての調書のみで1日で解放された。1941年（昭和16年）には、太平洋戦争勃発の翌日、神戸水上署に検挙拘禁され、10ヶ月後拘留解除されたが保護監察処分となり、生活風景事件の参考人として度々神戸検事局に出頭することになる。
1943年（昭和18年）には吉川則比古のすすめにより日本文学報国会詩部会員となり、いくつかの曲の作詞を軍人援護院に献納という形で戦争協力を行ったが、後にこれらを廃棄している。

### 戦後の活動
1945年（昭和20年）の姫路大空襲では東魚町の古物時計店を失ったが、被災せず残った姫路城の姿を見て「不死鳥のように見えた」と語ったという。
1946年（昭和21年）徹居宅そばの喫茶『花鳥庵』を拠点として新涛社を興し、ガリ版詩誌『新涛』を発行。米田穣、安藤礼二郎、鳳真治、下田誠一、八木好美、藤井重夫らが参加し、ガリ版月刊で7号、活版季刊で2号発行された。後に安藤らは散文詩運動イオムを立ち上げ世に認められていくが、徹はこれへのアンチとして、短詩研究を続け、『日本詩壇』への「俳句の革命」エッセイ連載、鳳との共著『アトムの目』の発行等をおこなった。
1952年（昭和27年）、処女詩集『古城幻想』を文芸サークル「手をつなぐ会」より出版、姫路駅前新地会館での出版記念会にて同詩集に板谷隆一が曲をつけた箏曲の披露なども行われた。以後、作詞要請/後からの献曲を問わず、作詞関連の活躍が多くなっていく。主な作品としては、播磨国総社21年毎の三ツ山祭に協賛しての『三ツ山音頭』（歌：小唄勝太郎、テイチク・レコード）、姫路城天守解体修理を受けての『お城恋しや』（テイチク・レコード）、宮城道雄を悼む朗読詩『隕石のうた』（作曲：板谷隆一）、姫路城修理完成目前を祝う『あゝ白鷺城』（歌：春日八郎）、『迎春の姫路城』（作曲：板谷隆一）等。

### 晩年と顕彰
生前、鳳真治らの呼びかけで、『北海の蟹』歌碑が播磨国総社に建立された（設計：鳳真治、彫刻：尾上明治、書：藤原露眠）。
1976年（昭和51年）、姫路マリヤ病院にて数日の入院の後、慢性肝炎にて永眠。翌年、鳳真治らにより追悼詩集『大塚徹・あき詩集』が発行。
近年、姫路城の「平成の大修理」を機に、母校の野里小学校を中心として顕彰・再評価が進められている。

## 年譜

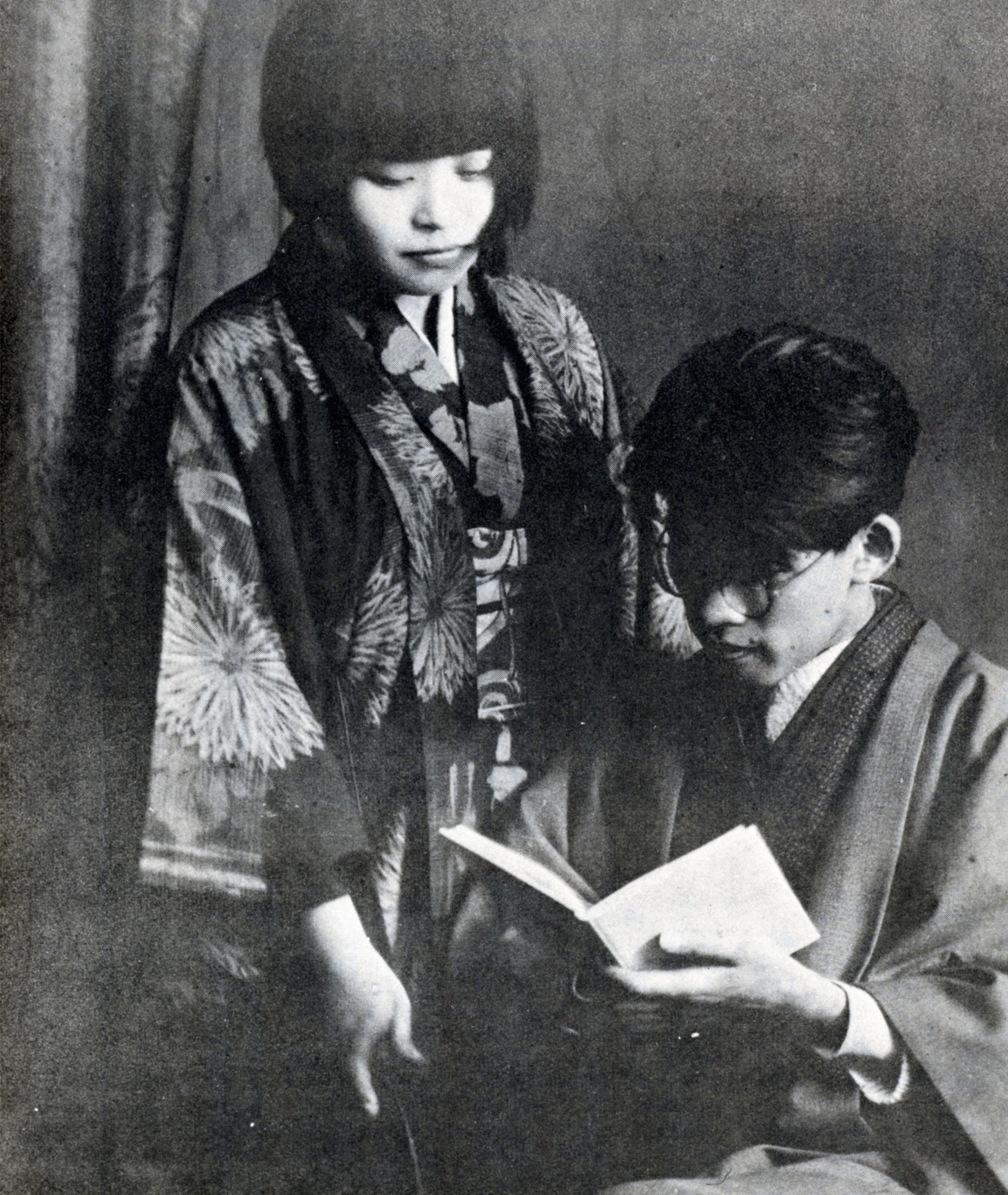
若き日の大塚徹、あき夫人

- 1908年（明治41年）：兵庫県姫路市堺町に生まれる。
- 1923年（大正12年）：水泳の飛び込みに失敗、脊髄を損傷。
- 1928年（昭和3年）
  - 回覧雑誌『椿』を創刊。
  - 『現代文芸』に投稿を開始、「現代文芸姫路支部」を結成。
- 1929年（昭和4年）
  - 雑誌『獏』を創刊。
  - 雑誌『愛誦』6月号に『北海の蟹』を投書し、特選に選ばれる。
- 1930年（昭和5年）
  - 「播磨文芸家協会」を結成。雑誌『風と雑草』を創刊。
  - 雑誌『愛誦』2月号、4月号で特選に選ばれ、寄稿家に推挙される。
  - 10月：ペンネーム「牛歩」を捨てて、本名徹で活動を開始する[4]。
- 1931年（昭和6年）
  - 『土偶と詩人』に『寒飢の冬が来るぞ』を寄稿。
  - 8月31日：「姫路愛誦読者会」開く[6]。
  - 9月1日：特高警察に検挙される。3ヶ月拘留も不起訴。
- 1932年（昭和7年）
  - 3月：竪町で喫茶『カナリヤ』を開店[6][19]。
  - 4月：篠田あきと結婚[6]。
  - 6月：新雑誌『街貌』、歌謡誌「歌謡タイムス』創刊[6]。
  - 10月：『カナリヤ』倒産[6]。
- 1933年（昭和8年）
  - 9月：長女冴子1歳で疫痢のため死亡、「死なす」を発表。
  - 「播磨新興民謡協会」設立[6]。
- 1934年（昭和9年）：
  - 1月：『神戸詩人（第一次）』参加。
  - 4月：全国誌『昭和詩人』参加。
  - 主宰者急逝により、『神戸詩人（第一次）』解散。
  - 国宝白鷺城600年祭で『城まつりの唄』を作詞[1]。
- 1935年（昭和10年）
  - 2月：詩と民謡を中心とした雑誌『ばく』を創刊[20]。
  - 6月：イタリアのエチオピア侵略に抗議し、「黒獅子行進曲」発表[9]。
- 1936年（昭和11年）
  - 6月：『ばく』廃刊、「姫路詩人倶楽部」結成[21][9]。
- 1937年（昭和12年）
  - 3月：全国誌『日本詩壇』参加。
  - 6月：姫路詩人倶楽部脱退、神戸詩人（第二次）合流。
  - 6月：「神戸詩人事件」にあたって、参考人として調書を取られる。
- 1938年（昭和13年）3月：長男汎平生まれる[9]。
- 1940年（昭和15年）
  - 加古川の「生活風景」参加[9]。
  - 11月：龍野での三木露風「ふるさと」詩碑序幕に参列[9]。
- 1941年（昭和16年）12月9日：ふたたび特高警察に検挙される[22]。
- 1942年（昭和17年）
  - 2月：次女壬生生まれる[9]。
  - 9月26日：右翼領袖岩田愛之助の尽力により10ヶ月ぶり拘留解除[9]。
- 1943年（昭和18年）2月：日本文学報国会詩部会員になる。
- 1944年（昭和19年）4月：鳳真治と布施市の吉川則比古を訪ねる[14]。
- 1945年（昭和20年）
  - 6月22日：第一次姫路空襲で父捨次負傷[14]。
  - 7月3日：第二次姫路空襲で東魚町の古物時計店を失う。
- 1946年（昭和21年）
  - 1月：新涛社結成、雑誌『新涛』発刊。
  - 3月：新涛の姉妹俳句誌『からすき』発刊[14]。
  - 4月：父捨次永眠[14]。
  - 10月：次男心平生まれる[14]。
  - 坂東大蔵、徹の句会に参加[23][24]。
- 1947年（昭和22年）
  - 6月：『新涛』、8号で廃刊[14]。
  - 10月：新日本文学会会員となり、姫路支部結成[14]。
  - 「兵庫詩人（第二次）」参加。
- 1950年（昭和25年）4月：日本詩壇再刊に参加[14]。
- 1951年（昭和26年）：『姫路文学』に参加、短詩研究誌『指紋』発刊主宰[16]。
- 1952年（昭和27年）
  - 10月17日：鳳真治らの『姫路手をつなぐ会』雑誌『群』創刊に寄稿[25]。
  - 11月12日：処女詩集『古城幻想』が出版[26]。
- 1953年（昭和28年）
  - この頃、桂米朝、坂東大蔵らと交友[27]。
  - 1月13日：母まさ永眠[16]。
  - 三つ山大祭挙行にあたり、『三つ山音頭』を作詞[16][28]。
- 1954年（昭和29年）
  - 5月：加古川音頭及び小唄の公募において選者となる[16]。
  - 富山の同人「詩と民謡』参加。
- 1956年（昭和31年）4月：姫路城の天守解体を控え、『お城恋しや』を作詞[16][1]。
- 1957年（昭和32年）6月：宮城道雄追悼の朗読詩『隕石のうた』を「詩と民謡」に発表。宮城の高弟板谷隆一により箏曲がつけられる[16]。
- 1958年（昭和33年）：警察官職務法改正案への法案反対活動に賛同[29]。
- 1960年（昭和35年）：詩誌『天笛』に参加[16]。
- 1962年（昭和37年）
  - 9月：堺町から大野町へ居宅を移す[16]。
  - 第2回坂東大蔵踊りの会で、『古城幻想』を題材とした踊りが初演。大蔵は徹自身を演ずる[30][31]。
- 1963年（昭和38年）
  - 『北海の蟹』歌碑が播磨国総社に建立[17]。
  - 姫路城大修理完成目前に、『あゝ白鷺城』が春日八郎の歌でレコード発売[1]。
- 1964年（昭和39年）
  - 1月1日：毎日新聞に『迎春の姫路城』を記し、後に板谷隆一により箏曲がつけられる[16]。
  - 5月：志方町の植原繁市詩碑除幕式に祝詩を贈る[16]。
- 1970年（昭和45年）10月：坂東大蔵による『古城幻想』再演を、病身をおして観劇[32][31][18]。
- 1974年（昭和49年）7月：八木好美と共著詩集『花と獏と』出版。
- 1976年（昭和51年）12月2日：姫路マリヤ病院にて永眠。

## 人物
- 豪毅な性格で身体も剛健だったため、負傷するまではパイロットとなることを目指し海軍兵学校を志望していたという[4]。
- 第一次『獏』創刊時、活動を見ていた次兄信雄は「君らは夢を食う獏のような連中だから、誌名を『獏』にしたらどうだ」と言い、誌名が決まった[5]。雑誌の題字も彼の書に寄る[5]。
- 徹を愛誦寄稿家へ推挙した生田春月は、推挙後間もなく1930年5月19日、瀬戸内海で投身自殺した[4]。徹は号泣し、以来春月を師父と呼び、詩壇の孤児と自称したという[4]。
- 24歳の時に姫路市竪町に姫路初と言われる喫茶店「カナリヤ」を開店経営するが、小林武雄、八木好美、篠田あき等の若い詩人の溜まり場となり、連日連夜採算度外視のデカダンスな生活を続けていたため、10月には倒産してしまっている[6]。この期間に、篠田あきと結婚をした[6]。
- 戦時中、日本文学報国会に参加し、軍人援護院に献詞するなど戦争協力を行ったが、後に悔恨し、「『交替』『明日の腕』を除く、全ての戦争中の作品は、ふるさとの古城の石垣の下に埋める」と自著解説に記した[14][33]。この遺志を汲み、追悼詩集である『大塚徹・あき詩集』にはこれらの作品は収められていない[33]。
- 志方町の植原繁市詩碑除幕にあたり、『生きている身に建てられた、おのが詩碑の感激を啄木は識るまい、そのよろこびは賢治も判るまい』との祝詩を贈った[18]。
- 坂東大蔵再演の古城幻想にあたり、徹は既に寝たきりとなっていたが、関係者の尽力により救急車で公会堂まで運ばれ、寝ながら観覧して感動に涙したという[18]。

## 主な作品
詩
- 「北海の蟹」（『愛誦』1929年6月号）
- 「いたつきの秋」（『愛誦』1930年2月号）
- 「生樹を焚く」（『愛誦』1930年4月号）
- 「寒飢の冬が来るぞ」（『土偶と詩人』1931年）
- 「死なす」（『神戸詩人・昭和詞章選集』1933年9月）
- 「靴」（『神戸詩人（第一次）』1934年1月）
- 「光明の掌」（『神戸詩人（第一次）』1934年1月）
- 「黒獅子行進曲」（『又新日報』1935年9月）
- 「五月日本の韻律」（『ばく』1935年創刊号）
- 「インテリの霧』（『ばく』1936年4号）
- 「日本の忿怒」（『日本詩壇』1938年1月）
- 「死刑陰翳」（『日本詩壇』1940年12月）
- 「雪解」（『日本詩壇』1941年1月）
- 「母の紐」（『生活風景』1941年2月）
- 「いたつきの春」（『日本詩壇』1941年5月）
- 「交代」（『日本詩壇』1943年6月）
- 「明日の腕」（『日本詩壇』1943年11月）
- 「放蕩息子」（『新涛』1947年）
- 「ちよ経」（『新涛』1947年）
- 「あやつり神楽」（『新涛』1947年）
- 「肩」（『播磨文学』1947年10月）
- 「鏡とパン」（『播磨文学』1947年10月）
- 「日本の灯」（『日本詩壇』1950年4月）
- 「鶴還る」（『姫路文学』1951年）
- 「城よ」（『詩と民謡』1954年）
- 「崖」（『詩と民謡』1956年1月）
- 「タウル氏の幻想」（『詩と民謡』1956年7月）
- 「隕石のうた」（『詩と民謡』1957年6月）
- 「迎春の姫路城」（『毎日新聞』1964年1月1日）

歌謡
- 「古城幻想」（琴合奏曲作曲：板谷隆一、尺八独奏曲作曲：中本和風、振付：坂東大蔵）
- 「三ツ山音頭」（作曲：板谷隆一、編曲：桑原三智夫、歌：小唄勝太郎）
- 「お城恋しや」（作曲：梅村初栄）
- 「あゝ白鷺城」（作曲：吉田矢健治、編曲：白石十四男、歌：春日八郎）
- 「お菊の唄」（作曲：片岡志行、歌：奥田英子、若草信子）[34]
- 「菅笠しぐれ」（作曲：水原英明、歌：富丸）[35]
- 「走れ白帆」（作曲：近藤十九二、歌：曽我部邦夫）[36]
- 「姫津双六」（作曲：長津弥、歌：橋本一郎）[37]

校歌など
- 「姫路市立四郷小学校校歌」[38]
- 「姫路市立東光中学校生徒歌」[39]
- 「龍野ロータリークラブ 歓迎歌」[40]
- 「姫路市連合婦人会音頭」[41]
- 「たつの市立神岡小学校校歌」（校閲）[42]
- 「加古川小唄」（補作）[43]

エッセイ
- 「俳句の革命」（『日本詩壇』1950年）

## 著作
詩集（単著）
- 『古城幻想』（手をつなぐ会, 1952年11月）

詩集（共著）
- 『アトムの眼』（共著者：鳳真治）
- 『花と獏と』（深苑社、共著者：八木好美）

追悼詩集
- 『大塚徹・あき詩集』（培養社、発行：鳳真治）